# Thiolactame

Thiolactame bilden eine Stoffgruppe in der organischen Chemie. Es sind Schwefel-Analoga der Lactame, in denen ein Sauerstoff-Atom (O) durch ein Schwefel-Atom (S) ersetzt ist.

## Herstellung
Die Umsetzung von Lactamen mit P4S10 oder dem Lawesson-Reagenz liefert Thiolactame. Die chemische Reaktion von cyclischen Nitronen und Schwefelkohlenstoff (CS2) führt ebenfalls zu Thiolactamen.

## Thiolactam-Thiolactim-Tautomerie
| Thiolactam-Thiolactim-Tautomerie             |
| -------------------------------------------- |
|                                              |
| Tautomerie eines Thiolactams zu 6-Purinthiol |